# Nils Höglander
Nils Höglander, född 20 december 2000 i Bockträsk, Sorsele kommun, Västerbottens län, är en svensk professionell ishockeyspelare som spelar för Vancouver Canucks i NHL.

## Klubblagskarriär

### Vancouver Canucks
Han draftades av Vancouver Canucks i den andra rundan, som nummer 40 totalt, i NHL-draften 2019. Höglander skrev sedan den 29 april 2020 på ett treårskontrakt med NHL-klubben. 